# Aonidomytilus espinosai
Aonidomytilus espinosai är en insektsart som först beskrevs av Porter 1920.  Aonidomytilus espinosai ingår i släktet Aonidomytilus och familjen pansarsköldlöss. Inga underarter finns listade i Catalogue of Life.